# Richard Raši
Richard Raši (* 2. dubna 1971 Košice) je slovenský lékař a politik, od března 2025 předseda Národní rady Slovenské republiky. V letech 2023 až 2025 a 2018 až 2020 byl ministrem investic, regionálního rozvoje a informatizace SR ve čtvrté vládě Roberta Fica a ve vládě Petera Pellegriniho, mezi lety 2008 až 2010 byl ministrem zdravotnictví SR v první vládě Roberta Fica.

## Životopis
Vystudoval Lékařskou fakultu Univerzity Pavla Jozefa Šafárika (UPJŠ) v Košicích v oboru všeobecné lékařství. Absolvoval atestaci z chirurgie prvního stupně a specializační zkoušku z úrazové chirurgie. Titul Master of Public Health (MPH) získal v roce 2004 na Slovenské zdravotnické univerzitě (SZU), kterou absolvoval v oboru řízení veřejného zdravotnictví.
Pracoval na klinice úrazové chirurgie v košické fakultní nemocnici, kde později působil jako náměstek ředitele pro léčebně-preventivní péči. V březnu 2007 byl jmenován ředitelem Fakultní nemocnice s poliklinikou v Bratislavě.

### Politické působení
V roce 2007 vstoupil do strany SMER – sociálna demokracia. V letech 2008–2010 byl ministrem zdravotnictví v první vládě Roberta Fica. V letech 2018–2020 byl místopředsedou vlády pro investice, regionálního rozvoj a informatizaci ve vládě Petera Pellegriniho. V červnu 2020 přestoupil do strany HLAS – sociálna demokracia.
V říjnu 2023 se stal ministrem investic, regionálního rozvoje a informatizace ve čtvrté vládě Roberta Fica. Tím byl až do března 2025, kdy jej ve funkci nahradil Samuel Migaľ.
V dubnu 2024 byl po zvolení Petera Pellegriniho prezidentem republiky nominován na jeho dosavadní funkci předsedy Národní rady Slovenské republiky. Tím se stal v březnu 2025.